# 2G Energy
Die 2G Energy AG mit Sitz in Heek ist ein börsennotierter Anbieter von Großwärmepumpen sowie von Blockheizkraftwerken zur dezentralen Energieversorgung mittels Kraft-Wärme-Kopplung.

## Geschichte
Die Unternehmer Ludger Gausling und Christian Grotholt gründeten 1995 die Firma 2G Energietechnik GmbH. Die ersten Buchstaben der beiden Nachnamen bildeten dabei das Kürzel “2G”. Die alte Schmiede einer Autowerkstatt in Heek – und wenig später ein Bürocontainer – waren Ausgangspunkte für die folgende Unternehmensentwicklung.
Die rasche Expansion des Unternehmens im In- und Ausland erforderte in den 2000er-Jahren eine externe Liquiditätszufuhr. Dies wurde durch ein Going public der 2G Energy AG im Jahr 2007 – noch unter ihrer früheren, alten Firmierung 2G Bio-Energietechnik AG – realisiert. Diese Firma erwarb wiederum vor dem Initial Public Offering (IPO) die eigentliche Gründungsfirma.  Die Umfirmierung der 2G Bio-Energietechnik AG in die 2G Energy AG erfolgte dann im Jahr 2011.
Die Aktien von 2G Energy AG werden im Freiverkehr auf Handelsplattformen unter anderem der Deutschen Börse gehandelt. Die Aktien sind im Börsenindex “Scale” vertreten und aufgrund der Marktkapitalisierung der Aktie auch im enger konzentrierten Index “Scale 30” enthalten. Ende 2023 hielten die beiden Gründer zusammen 45,1 % aller Aktien am Konzern.

## Produkte und Dienstleistungen
Das Produktportfolio von 2G umfasst Anlagen mit einer elektrischen Leistung zwischen 20 und 4.500 kW für den Betrieb mit Erdgas, Biogas und weiteren Schwachgasen wie Deponie-, Klär- und Grubengas, Biomethan sowie mit Wasserstoff. Die vertriebenen Kraftwerke erreichen durch das Kraft-Wärme-Kopplungs-Prinzip Gesamtwirkungsgrade zwischen 85 % und über 90 %, da sowohl der produzierte Strom als auch die Abwärme vom jeweiligen Kunden genutzt werden. Weltweit wurden über 9.500 Module (bis 2024) installiert.
Seit 2023 entwickelt, produziert und vertreibt die Gesellschaft ebenfalls Großwärmepumpen im thermischen Leistungsbereich von 100 bis 2.600 kW.
Darüber hinausgehend stellt das Unternehmen seinen Kunden und Partnern eine Vielzahl von Dienstleistungen sowie von digitalen Werkzeugen zur Verfügung. Das Unternehmen bietet seinen Kunden unter anderem eine vorausschauende Wartung (Predictive Maintenance) an. Dabei wertet die IT von 2G Energy die Sensordaten einer Kundenanlage mit Künstlicher Intelligenz automatisch aus und bietet Wartungsvorschläge an. Durch diese Methode entfallen rund 70 % aller Einsätze von Wartungsmonteuren vor Ort beim Kunden, und Ersatzteile können über den Onlineshop direkt bestellt werden.

## Tochterunternehmen und Beteiligungen
Die Firma 2G Energy AG fungiert als Holdinggesellschaft und ist für die Strategie des Konzerns zuständig. Zusätzlich erbringt diese Dachgesellschaft Leistungen in den Bereichen Forschung und Entwicklung, Finanzen, IT und allgemeine Services für die folgenden wesentlichen Tochterunternehmen und Beteiligungen. Es sind nur die wichtigsten Beteiligungen aufgeführt. Details sind im jeweiligen aktuellen Geschäftsbericht aufgelistet:
- 2G Heek GmbH, Produktionsgesellschaft für Anlagen (KWK-Anlagen, Großwärmepumpen und Demand Response Anlagen), Gründung 2024
- HJS Motoren GmbH, Hersteller von Anlagen zur dezentralen Energieerzeugung für die Strom- und Wärmeproduktion sowie deren Services, Übernahme 2021
- NrgTec B.V., Entwicklungs-, Vertriebs- und Servicegesellschaft in den Niederlanden für Großwärmepumpen, Übernahme 2023
- SenerTec-Center GmbH, Servicegesellschaft, Übernahme 2022
- 2G Rental GmbH, Überlassung von vermieteten Kraftwerken, Gründung 2014[20]
- 2G Energietechnik GmbH, Vertriebs- und Servicegesellschaft in Deutschland, Gründung 1995
- 2G Solutions of Cogeneration S.L., Vertriebs- und Servicegesellschaft in Spanien und in Portugal, Gründung 2008[21]
- 2G Italia Srl, Vertriebs- und Servicegesellschaft in Italien, Gründung 2011
- 2G Energy Ltd., Vertriebs- und Servicegesellschaft in England, Gründung 2011
- 2G Polska Sp. z o.o., Vertriebs- und Servicegesellschaft in Polen, Gründung 2011
- 2G Energy Inc., Vertriebs- und Servicegesellschaft in den USA, Übernahme 2015
- 2G Energie SAS, Vertriebs- und Servicegesellschaft in Frankreich, Gründung 2016
- 2G Energy Corp., Vertriebs- und Servicegesellschaft in Kanada, Gründung 2019
- 2G Energie Nederland B.V., Vertriebs- und Servicegesellschaft in den Niederlanden, Gründung 2023
- 2G Energy International GmbH, Vertriebs- und Servicegesellschaft in Ländern ohne eigene 2G-Gesellschaften, Gründung 2021

## Kennzahlen
Die Unternehmenskennzahlen des Konzerns 2G Energy AG nach HGB entwickelten sich in den letzten Jahren wie folgt:
| Jahr                                        | 2018 | 2019 | 2020 | 2021 | 2022 | 2023 | 2024 |
| ------------------------------------------- | ---- | ---- | ---- | ---- | ---- | ---- | ---- |
| Umsatz (in Mio. Euro)                       | 210  | 236  | 247  | 266  | 313  | 365  | 376  |
| Konzernbetriebsergebnis EBIT (in Mio. Euro) | 11   | 15   | 16   | 18   | 22   | 28   | 33   |
| Konzernjahresüberschuss (in Mio. Euro)      | 8    | 10   | 12   | 13   | 16   | 18   | 24   |
| Bilanzsumme (in Mio. Euro)                  | 125  | 141  | 147  | 170  | 212  | 227  | 278  |
| Eigenkapitalquote (in %)                    | 49,3 | 48,6 | 53,4 | 55,7 | 51,3 | 54,5 | 52,5 |
| Cashflow (in Mio. EUR)                      | 5    | 2    | 10   | 9    | 5    | 12   | 53   |
| Ergebnis je Aktie (in Euro)                 | 0,43 | 0,58 | 0,67 | 0,70 | 0,91 | 1,00 | 1,32 |
| Dividende je Aktie (in Euro)                | 0,11 | 0,11 | 0,11 | 0,12 | 0,14 | 0,17 | 0,20 |
| Ø Anzahl Mitarbeitende des Konzerns         | 627  | 649  | 723  | 763  | 842  | 921  | 972  |

## Kunden
Die ersten Kunden von 2G waren landwirtschaftliche Betriebe, Betreiber von Gewächshäusern und von Biogasanlagen. Mit dem Wachstum des Unternehmens und der Ausweitung der Produkte und Dienstleistungen kamen große und kleine Stadtwerke hinzu sowie Hotels, Sportanlagen, Altenheime, Schulen und Hochschulen, Krankenhäuser, Wohnanlagen, Lebensmittel- und Industriebetriebe, Betriebe für Rechenzentren sowie für Kühlhallen, Deponien und Kläranlagen.